# Conus tulipa
Conus tulipa е вид охлюв от семейство Conidae. Възникнал е преди около 0,13 млн. години по времето на периода кватернер. Видът не е застрашен от изчезване.

## Разпространение и местообитание
Разпространен е в Австралия (Западна Австралия, Коралови острови, Куинсланд и Северна територия), Американска Самоа, Британска индоокеанска територия, Бруней, Вануату, Виетнам, Гуам, Източен Тимор, Индия, Индонезия, Камбоджа, Кения, Кирибати, Китай (Гуандун, Гуанси, Джъдзян, Дзянсу, Фудзиен и Хайнан), Лаос, Мавриций, Мадагаскар, Майот, Малайзия, Малдиви, Мали, Малки далечни острови на САЩ, Маршалови острови, Мианмар, Микронезия, Мозамбик, Науру, Ниуе, Нова Каледония, Остров Норфолк, Остров Рождество, Острови Кук, Палау, Папуа Нова Гвинея, Реюнион, Самоа, Сейшели, Сингапур, Соломонови острови, Сомалия, Тайланд, Танзания, Токелау, Тонга, Тувалу, Уганда, Уолис и Футуна, Фиджи, Филипини, Френска Полинезия, Шри Ланка и Япония.
Обитава пясъчните дъна на морета и рифове.